# Nikola Ljubibratić
Nikola Ljubibratić, bosansko-hercegovski general, * 12. december 1912, † 18. december 1976.

## Življenjepis
Leta 1941 je vstopil v NOVJ in KPJ. Med vojno je bil med drugim poveljnik 10. hercegovske brigade, 5. (srbske) divizije KNOJ,...
Končal je VVA JLA in Vojaško akademijo Frunze.